# دوو لاستی
دوو لاستی (Daewoo Lacetti) خودرویی است که از سال ۲۰۰۲ تا کنون در کره جنوبی، کلمبیا، تایلند و ونزوئلا تولید شده‌است. طرح آن از دسته خودروهای موتور جلو-محور جلو است.

## نگارخانه

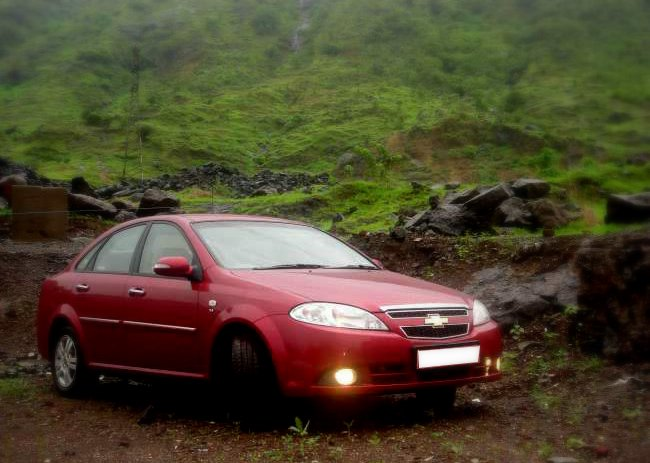
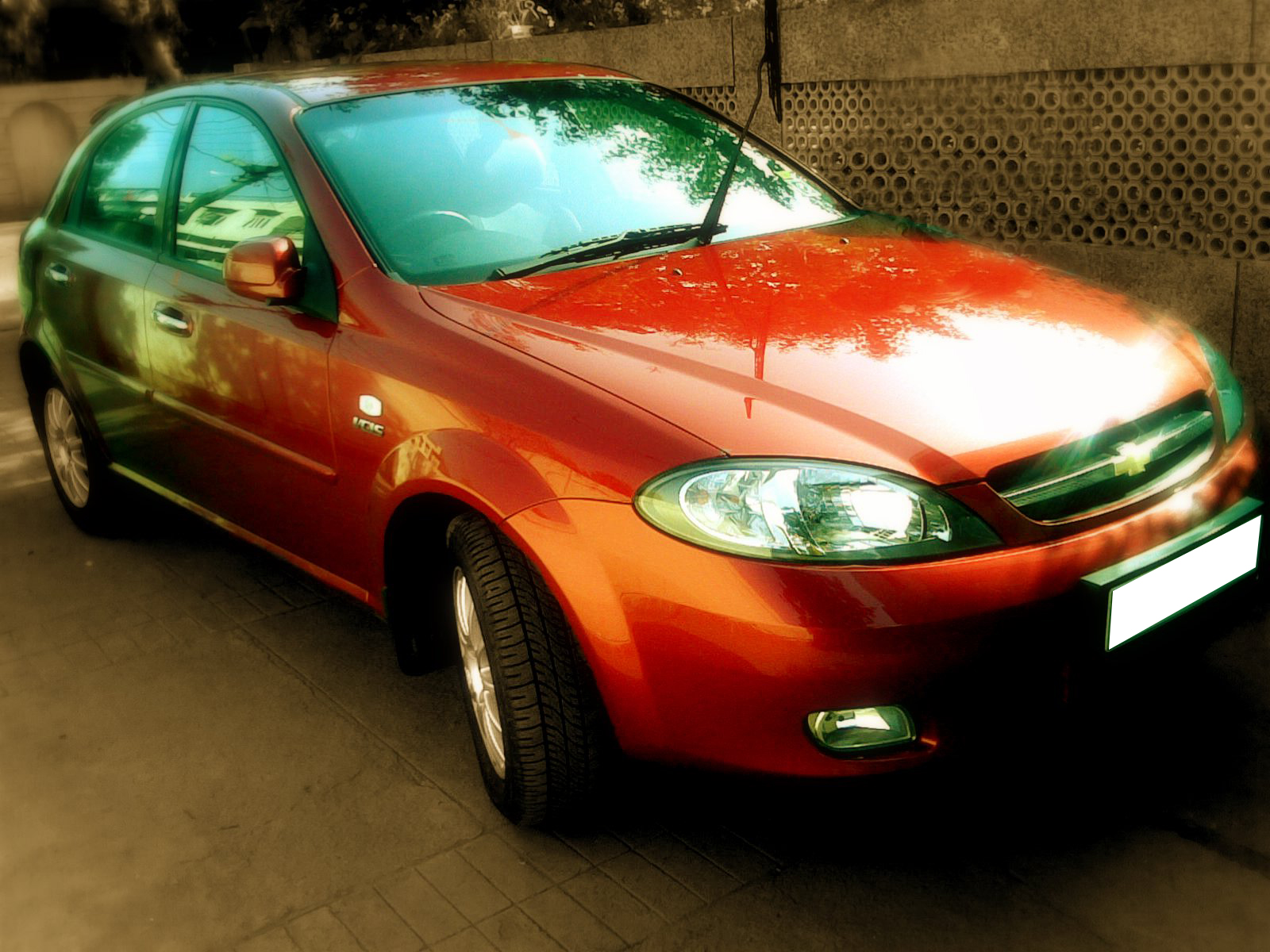
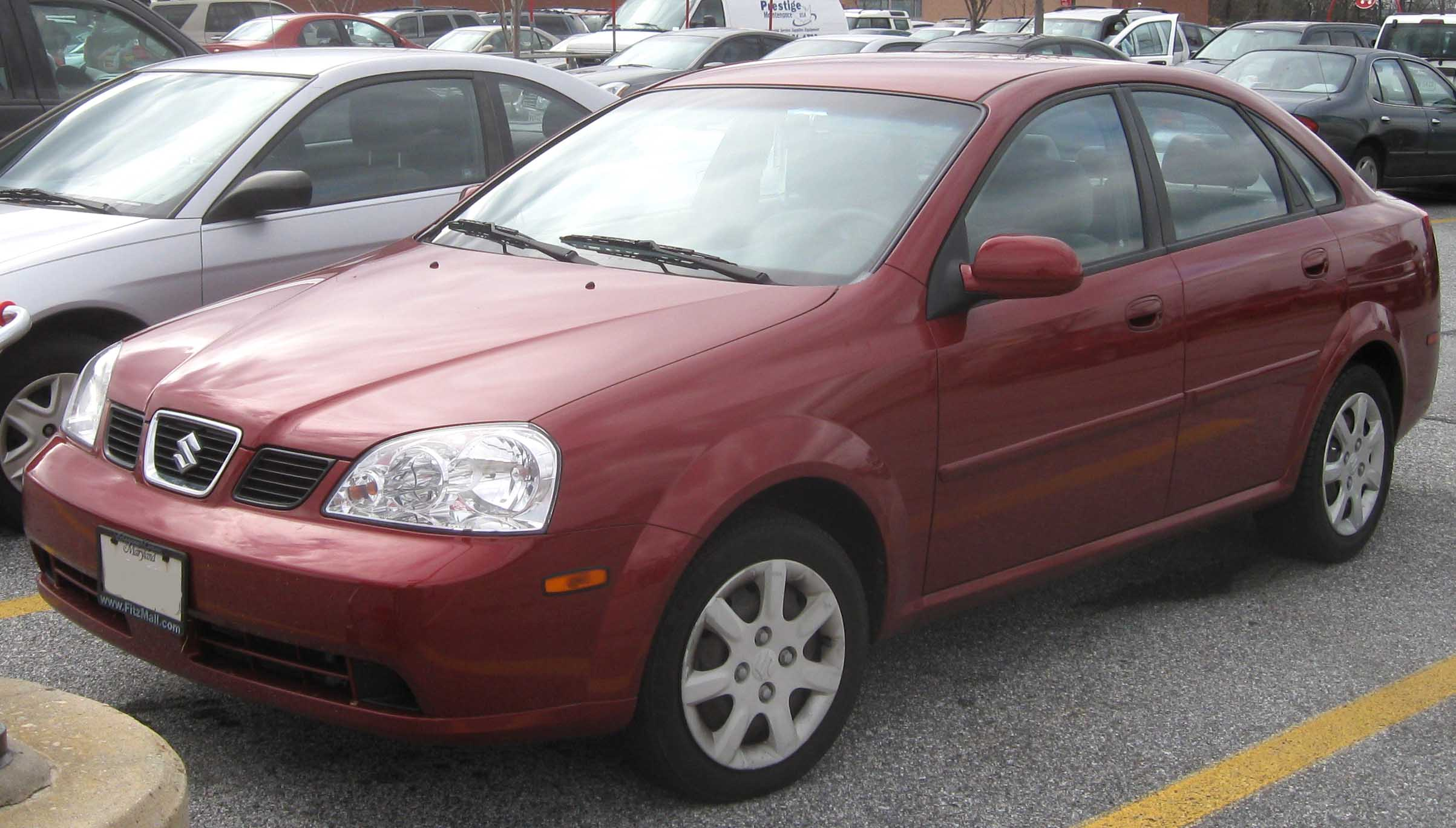
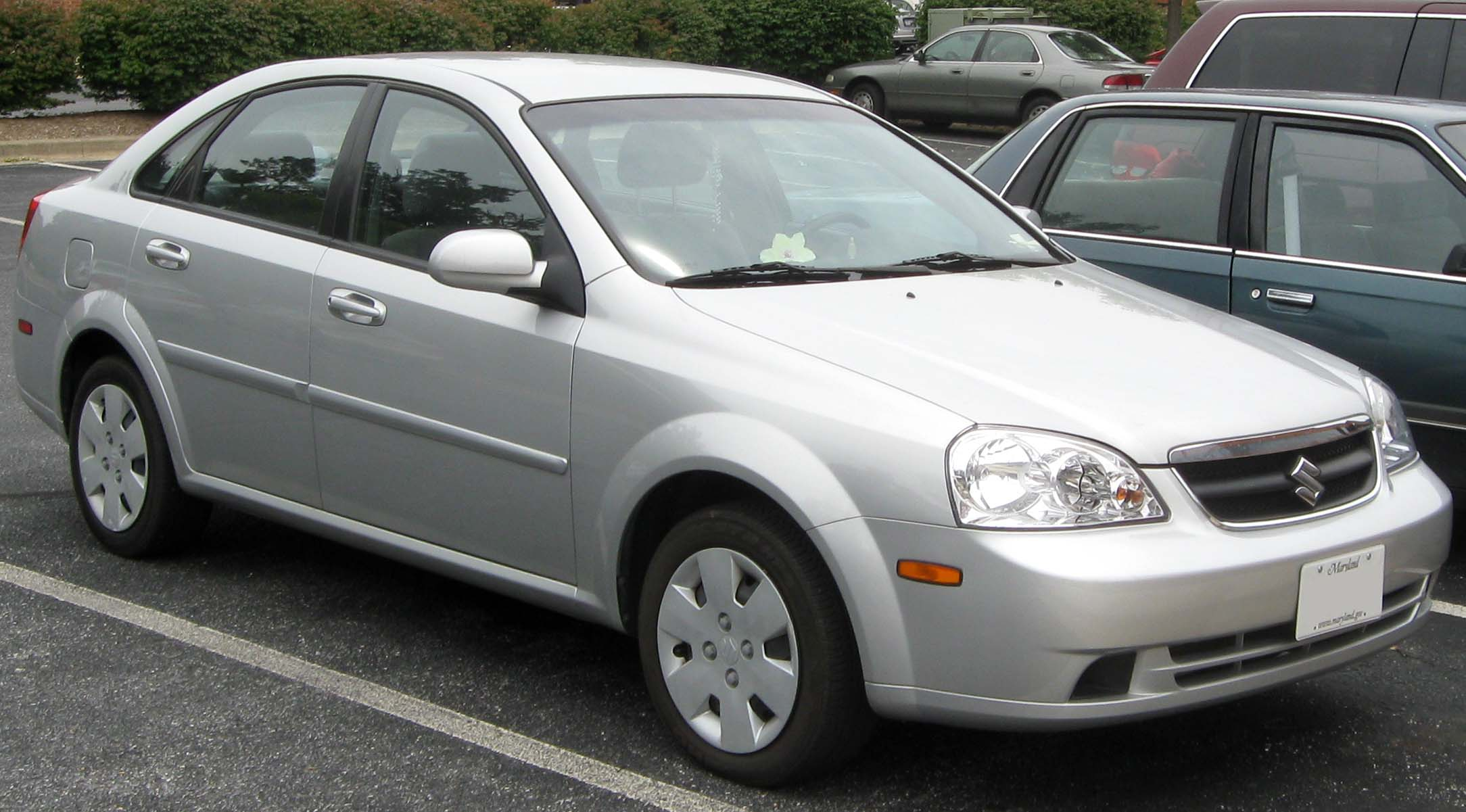
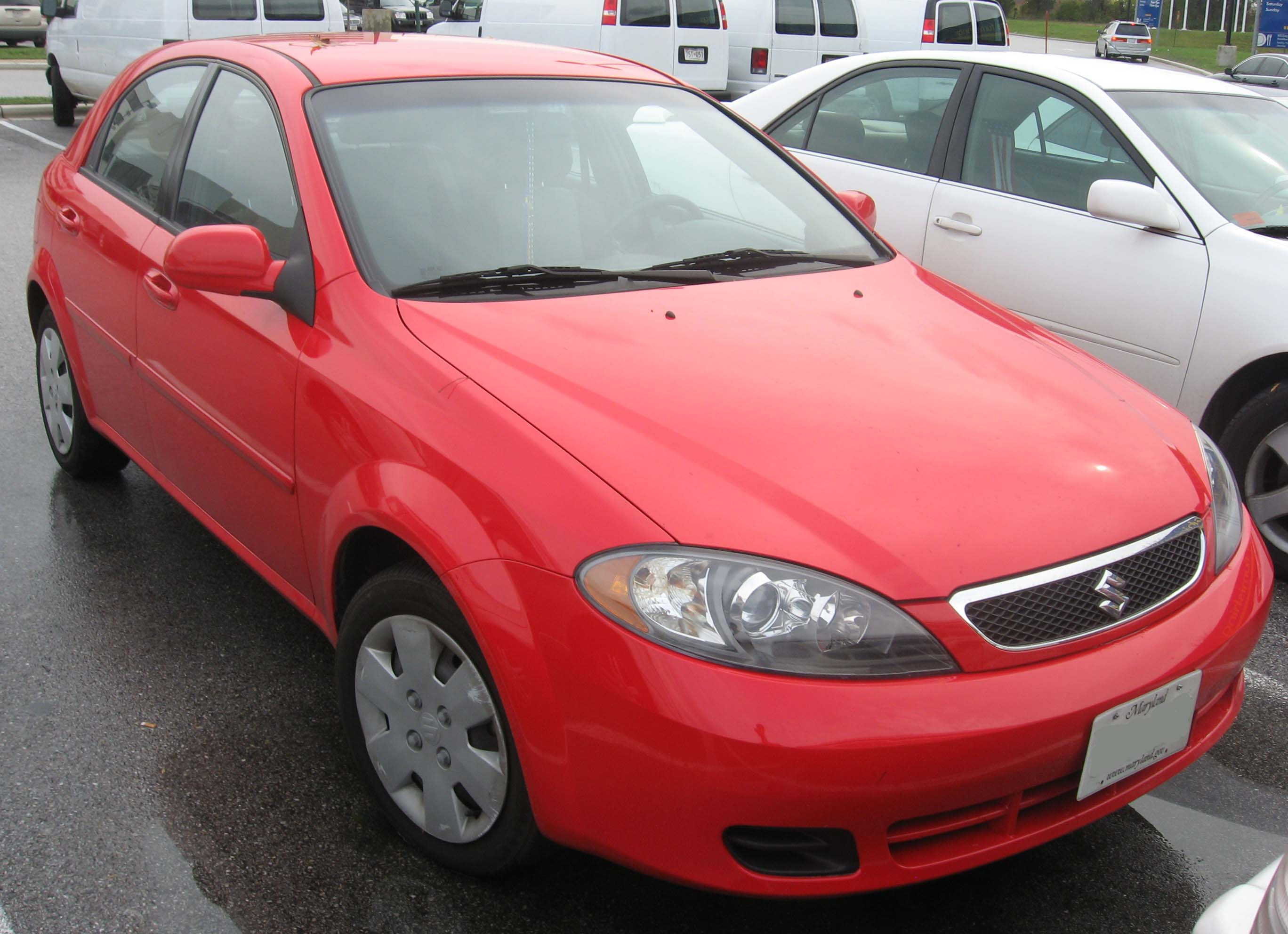